# サフワ族
サフワ族（サフワぞく、Safwa）は、タンザニアに住む部族。

## 居住地
タンザニアのニャクサ湖の真北にあたるマラウィ湖の北の高地渓谷に住んでいる。

## 生活
主食である雑穀のほか、換金作物として除虫菊、小麦、コーヒーを栽培している。また、ウシを飼育している。
それぞれ世襲の首長を持つ多数の自治的部族に分かれる。

## 宗教
祖先崇拝が中心。特別な社を設けて、首長の祖先を祭る。